# Regelkompetenz
Regelkompetenz ist unter anderem ein Begriff aus dem Rettungswesen. Es bezeichnet das geregelte Zugeständnis von Kompetenzen, die Rettungsfachpersonal in Abwesenheit eines (Not-)Arztes anwenden darf. Beispielhaft sei hierfür die Punktion peripherer Venen, das Verabreichen von ausgewählten Medikamenten, die endotracheale Intubation sowie Frühdefibrillation genannt.
Die Regelkompetenz steht im Gegensatz zur Notkompetenz, welche in Art und Umfang nicht definiert, also ungeregelt ist. Sie beruht auf § 34 StGB (Rechtfertigender Notstand) und räumt dem Rettungsassistenten das Ergreifen ärztlicher Maßnahmen ein, sofern diese unabdingbar zur Rettung menschlichen Lebens sind, minimalinvasivere Maßnahmen keinen Erfolg versprechen (z. B. Intubation → Maskenbeatmung), ein Notarzt nachgefordert wurde, dieser jedoch in einer angemessenen Zeit nicht verfügbar sein wird.
Die Regelkompetenz ist derzeit nicht Bestandteil der gesetzlichen Bestimmungen zur Berufsausübung von Rettungsassistenten (z. B. RettAssG).